# Doha Diamond League
Die Doha Diamond League (vormals Qatar Athletic Super Grand Prix) ist ein international bedeutendes Leichtathletiktreffen, das jährlich im Qatar SC Stadium in Doha abgehalten wird. Er gehört seit 2010 zur internationalen Wettkampfserie der Diamond League.

## Stadionrekorde

### Männer
| Art               | Rekord            | Athlet                                                          | Herkunft           | Datum        |
| ----------------- | ----------------- | --------------------------------------------------------------- | ------------------ | ------------ |
| 100 m             | 9,74 (+0,9 m/s)   | Justin Gatlin                                                   | Vereinigte Staaten | 15. Mai 2015 |
| 200 m             | 19,67 (+1,7 m/s)  | Kenny Bednarek                                                  | Vereinigte Staaten | 10. Mai 2024 |
| 400 m             | 43,87             | Steven Gardiner                                                 | Bahamas            | 4. Mai 2018  |
| 800 m             | 1:43,00           | David Rudisha                                                   | Kenia              | 14. Mai 2010 |
| 1500 m            | 3:29,18           | Asbel Kiprop                                                    | Kenia              | 9. Mai 2015  |
| 3000 m            | 7:26,18           | Lamecha Girma                                                   | Äthiopien          | 5. Mai 2023  |
| 5000 m            | 12:51,21          | Eliud Kipchoge                                                  | Kenia              | 14. Mai 2010 |
| 110 m Hürden      | 12,95 (+2,0 m/s)  | David Oliver                                                    | Vereinigte Staaten | 9. Mai 2008  |
| 400 m Hürden      | 46,86             | Alison dos Santos                                               | Brasilien          | 10. Mai 2024 |
| 3000 m Hindernis  | 7:56,58           | Paul Kipsiele Koech                                             | Kenia              | 11. Mai 2012 |
| 4 × 100 m Staffel | 3:22,29           | Babaloki Thebe Nijel Amos Zacharia Kamberuka Leaname Maotoanong | Botswana           | 6. Mai 2016  |
| Hochsprung        | 2,41 m            | Iwan Uchow                                                      | Russland           | 9. Mai 2014  |
| Stabhochsprung    | 6,02 m            | Armand Duplantis                                                | Schweden           | 13. Mai 2022 |
| Weitsprung        | 8,52 m (+5,2 m/s) | Carey McLeod                                                    | Jamaika            | 10. Mai 2024 |
| Dreisprung        | 18,06 m           | Pedro Pablo Pichardo                                            | Kuba               | 15. Mai 2015 |
| Kugelstoßen       | 22,28 m           | Ryan Whiting                                                    | Vereinigte Staaten | 10. Mai 2013 |
| Diskuswurf        | 70,89 m           | Kristjan Čeh                                                    | Slowenien          | 5. Mai 2023  |
| Hammerwurf        | 83,33 m           | Kōji Murofushi                                                  | Japan              | 15. Mai 2002 |
| Speerwurf         | 93,90 m DLR       | Thomas Röhler                                                   | Deutschland        | 5. Mai 2017  |

### Frauen
| Art              | Rekord             | Athletin             | Herkunft           | Datum        |
| ---------------- | ------------------ | -------------------- | ------------------ | ------------ |
| 100 m            | 10,76 (+0,9 m/s)   | Sha’Carri Richardson | Vereinigte Staaten | 5. Mai 2023  |
| 200 m            | 21,98 (+1,6 m/s)   | Allyson Felix        | Vereinigte Staaten | 15. Mai 2015 |
| 200 m            | 21,98 (+1,3 m/s)   | Gabby Thomas         | Vereinigte Staaten | 13. Mai 2022 |
| 400 m            | 49,83              | Allyson Felix        | Vereinigte Staaten | 9. Mai 2008  |
| 800 m            | 1:54,98            | Caster Semenya       | Südafrika          | 3. Mai 2019  |
| 1500 m           | 3:56,60            | Abeba Aregawi        | Schweden           | 10. Mai 2013 |
| 3000 m           | 8:20,68            | Hellen Obiri         | Kenia              | 9. Mai 2014  |
| 100 m Hürden     | 12,35 (+0,9 m/s)   | Jasmin Stowers       | Vereinigte Staaten | 15. Mai 2015 |
| 400 m Hürden     | 53,61              | Dalilah Muhammad     | Vereinigte Staaten | 3. Mai 2019  |
| 3000 m Hindernis | 9:00,12            | Hyvin Kiyeng         | Kenia              | 5. Mai 2017  |
| Hochsprung       | 2,05 m             | Blanka Vlašić        | Kroatien           | 8. Mai 2009  |
| Stabhochsprung   | 4,84 m             | Sandi Morris         | Vereinigte Staaten | 4. Mai 2018  |
| Weitsprung       | 7,25 m (+1,6 m/s)  | Brittney Reese       | Vereinigte Staaten | 10. Mai 2013 |
| Dreisprung       | 15,04 m (+1,5 m/s) | Caterine Ibargüen    | Kolumbien          | 6. Mai 2016  |
| Kugelstoßen      | 20,53 m            | Nadseja Astaptschuk  | Belarus            | 11. Mai 2012 |
| Diskuswurf       | 71,38 m DLR        | Sandra Perković      | Kroatien           | 4. Mai 2018  |
| Hammerwurf       | 76,83 m            | Kamila Skolimowska   | Polen              | 11. Mai 2007 |
| Speerwurf        | 68,89 m            | Mariya Abakumova     | Russland           | 14. Mai 2010 |